# Liste der Straßennamen von Neuendettelsau
Die Liste der Straßennamen von Neuendettelsau listet die Straßennamen der Gemeinde Neuendettelsau auf. Neben dem Hauptort haben lediglich die Gemeindeteile Aich und Gewerbegebiet Straßennamen. Die Straßennamen wurden 1926 eingeführt und ersetzten die Häusernummern, die 1792 unter der preußischen Regierung vergeben wurden. 1928 gab es im Kernort 21 Straßen mit 227 Hausnummern. 1962 wuchs die Zahl der Straßen auf 61 an mit 550 Gebäuden. Heute (Stand: 2024) gibt es 110 Straßen.

## Namenskategorien
- Bäume
  - Ahornstraße
  - Buchenstraße
  - Eichenstraße
  - Fichtenstraße
  - Lindenstraße
  - Tannenstraße
  - Ulmenweg
  - Weidenweg
- Blumen
  - Blumenstraße
  - Dahlienweg
  - Lilienweg
  - Narzissenweg
  - Nelkenstraße
  - Rosenstraße
  - Seerosenweg
  - Tulpenstraße
- Vogelnamen
  - Amselweg
  - Falkenstraße
  - Finkenstraße
  - Lerchengasse
  - Meisenweg
- Sonstige Pflanzen- und Tiernamen
  - Fliederstraße
  - Heckenstraße
  - Holunderweg
  - Libellenweg
  - Schilfweg
- Ortsnamen (ehemaliger) deutscher Städte
  - Breslauer Straße
  - Chemnitzer Straße
  - Karlsbader Straße
  - Komotauer Straße
  - Königsberger Straße
  - Oberlungwitzer Straße
  - Stettiner Straße
- Alte Flurnamen
  - Adlerweg
  - Am Neuweiher
  - Am Schaltengarten
  - Am Zapfengarten
  - Aurachgrund
  - Birkig
  - Froschlach
  - Fürschlag
  - Häuslesacker
  - Hirtenbuck
  - Kohlerhecke
  - Krautackerweg
  - Kreuzlach
  - Lange Länge
  - Neuwiesenstraße
  - Schleifweg
  - Winterseite
- Namen mit Ortsbezug
  - Am Kälberweiher
  - Am Kohlschlag
  - Am Sportpark
  - Am Weingarten
  - Badstraße
  - Bahnhofstraße
  - Baustraße
  - Friedhofstraße
  - Gartenstraße
  - Gewerbering
  - Hauptstraße
  - Heuweg
  - Klosterstraße
  - Pfaffenweg
  - Schulweg
  - Sternplatz
  - Waldstraße
  - Weiherdamm
  - Weiherstraße
  - Weinberg
  - Ziegelhüttenstraße
- Persönlichkeiten, die vor Ort wirk(t)en
  - Deinzerweg
  - Friedrich-Bauer-Straße
  - Georg-Merz-Straße
  - Hermann-von-Bezzel-Straße
  - Johann-Flierl-Straße
  - Schmauserstraße
  - Wilhelm-Löhe-Straße
- Orte der Umgebung
  - Aicher Straße
  - Altendettelsauer Straße
  - Bechhofener Straße
  - Birkenhofstraße
  - Geichsenhofstraße
  - Haager Straße
  - Heilsbronner Straße
  - Kirschendorfer Weg
  - Mausendorfer Weg
  - Reuther Straße
  - Petersauracher Straße
  - Schlauersbacher Straße
  - Weißendorfer Straße
  - Windsbacher Straße
- Sonstige
  - Bogenstraße
  - Feldstraße
  - Friedenstraße
  - Flurstraße
  - Hubstraße
  - Kanalstraße
  - Klingenstraße
  - Missionsstraße
  - Nordstraße
  - Oststraße
  - Rampenstraße
  - Riegelgasse
  - Ringstraße
  - Seitenstraße
  - Sonnenstraße
  - Waldsteig

## Alphabetische Liste
In Klammern ist der Ort angegeben, in dem die Straße ist.

## A
- Adlerweg, benannt nach der Adlerwiese, die sich ursprünglich zwischen der Bahnhofs- und Windsbacher Straße erstreckte
- Ahornweg
- Aicher Straße
- Altendettelsauer Straße, im 19. Jahrhundert angelegt, erste Gebäude 1855/56
- Am Häuslesacker
- Am Kälberweiher
- Am Kohlschlag, Ende des 19. Jahrhunderts angelegt, erstes Gebäude 1897
- Am Neuweiher (Gewerbegebiet)
- Am Schaltengarten
- Am Sportpark, benannt nach der Adolf-Kolb-Sportanlage
- Am Weingarten
- Am Zapfengarten
- Amselweg
- Aurachgrund (Aich)

↑ Zurück zum Inhaltsverzeichnis

## B
- Badstraße führt zum mittlerweile geschlossenem Freibad
- Bahnhofstraße, im frühen 16. Jahrhundert angelegt, zugleich Kreisstraße AN 14; erste Gebäude 1518
- Baustraße, im frühen 20. Jahrhundert angelegt, Namensgebung wegen des dort ansässigen Bauunternehmens Högner GmbH
- Bechhofener Straße, südlichste Straße von Neuendettelsau, Gemeindeverbindungsstraße nach Bechhofen. Ab 1885/1886 bebaut. Aufgrund der Lage zu zwei kleinen Weihern wurden die zwei Häuser von amtlicher Seite als Weiherhof bezeichnet. Nach 1945 erfolgte der Ausbau zur Gruppensiedlung.[3]
- Birkenhofstraße, Gemeindeverbindungsstraße nach Birkenhof, seit Ende des 19. Jahrhunderts bebaut
- Birkig
- Blumenstraße, vom 1. August 1933 bis 1945 Julius-Streicher-Straße genannt[4]
- Bogenstraße, Anfang des 20. Jahrhunderts angelegt
- Branntweinsteig, keine offizielle Straßenbezeichnung, ein Fußweg, der von der Haager Straße abgeht
- Breslauer Straße, Standort einer Zollhundeschule.
- Buchenstraße

↑ Zurück zum Inhaltsverzeichnis

## C
- Chemnitzer Straße, westlichste Straße von Neuendettelsau

↑ Zurück zum Inhaltsverzeichnis

## D
- Dahlienweg
- Deinzerweg, benannt nach Johannes Deinzer (1842–1897), Konrektor der Diakonissenanstalt und Inspektor der Missionsanstalt

↑ Zurück zum Inhaltsverzeichnis

## E
- Eichenstraße

↑ Zurück zum Inhaltsverzeichnis

## F
- Falkenstraße
- Feldstraße, Anfang des 20. Jahrhunderts angelegt
- Fichtenstraße
- Finkenstraße, zuvor Mackensenweg, benannt nach dem Generalfeldmarschall August von Mackensen
- Fliederstraße
- Flurstraße
- Föhrenstraße
- Friedenstraße, Anfang des 20. Jahrhunderts angelegt
- Friedhofstraße, Namensgebung wegen des sich in der Nähe befindlichen Dorffriedhofs. Aussegnungshalle in den 1920er Jahren errichtet.
- Friedrich-Bauer-Straße, Straßenverlauf orientiert sich am östlichen Dorfanger, bis 1954 Gartenstraße, benannt nach Friedrich Bauer (1812–1874), Missionar und Inspektor des Missionswerkes. Im Wesentlichen seit Anfang des 20. Jahrhunderts bebaut. Haus Nr. 5 ist das denkmalgeschützte Haus Lutherrose, das von der Gesellschaft für Innere und Äußere Mission im Sinne der lutherischen Kirche als Freizeitenheim genutzt wird.
- Froschlach
- Fürschlag (Gewerbegebiet)

↑ Zurück zum Inhaltsverzeichnis

## G
- Gartenstraße, unmittelbar nördlich der Neuendettelsauer Schrebergärten gelegen; nicht zu verwechseln mit der Friedrich-Bauer-Str., die bis 1954 Gartenstraße hieß
- Geichsenhofstraße
- Georg-Merz-Straße, benannt nach Georg Merz (1892–1959), Pfarrer und Gründer der Augustana-Hochschule
- Gewerbering (Gewerbegebiet), benannt nach dem neu angelegten Gewerbegebiet zwischen Neuendettelsau und Haag

↑ Zurück zum Inhaltsverzeichnis

## H
- Haager Straße, bereits im frühen 19. Jahrhundert angelegt, Gemeindeverbindungsstraße nach Haag
- Hauptstraße, vom 1. August 1933 bis 1945 Adolf-Hitler-Straße genannt,[4] zugleich Kreisstraße AN 14; älteste Straße, die wohl mit der Gründung des Dorfes angelegt wurde. An der Hauptstraße befindet sich die Nikolai-Kirche und der Sitz der Mission EineWelt, außerdem denkmalgeschützte Gebäude (Schloss Neuendettelsau, Mesnerhaus, Löhehaus, Gasthaus zur Sonne, Alte Bäckerei).
- Heckenstraße, Anfang des 20. Jahrhunderts angelegt. An der T-Kreuzung zur Altendettelsauer Str. steht die St. Christophoruskapelle.
- Heilsbronner Straße, zugleich Kreisstraße AN 14, bereits im frühen 19. Jahrhundert angelegt; nördlichste Straße von Neuendettelsau. Am Ortsausgang befindet sich die Clinic Neuendettelsau und das St. Martin Förderzentrum.
- Henninger Gässchen, keine offizielle Straßenbezeichnung, ein Fußweg zwischen der Johann-Flierl-Straße und der Hauptstraße, benannt nach der dort ehemals gelegenen Metzgerei
- Hermann-von-Bezzel-Straße, benannt nach Hermann von Bezzel (1861–1917), Rektor der Diakonissenanstalt Neuendettelsau, später Oberkonsistorialpräsident der Evangelisch-Lutherischen Kirche in Bayern
- Heuweg
- Hirtenbuck (Aich)
- Holunderweg, Bezeichnung eines 2017 entstandenen Neubaugebietes
- Hubstraße, einzelne Anwesen bereits im 16./17. Jahrhundert

↑ Zurück zum Inhaltsverzeichnis

## J
- Johann-Flierl-Straße, ursprünglich Wiesenstraße genannt, Straßenverlauf orientiert sich am westlichen Dorfanger, dem sogenannten Schlossgraben, benannt nach Johann Flierl (1858–1947), Missionar und Gründer der Neuendettelsauer Mission in Neuguinea. Einige Anwesen wurden Anfang des 20. Jahrhunderts errichtet.

↑ Zurück zum Inhaltsverzeichnis

## K
- Kanalstraße
- Karlsbader Straße
- Kirschendorfer Weg
- Klingenstraße
- Klosterstraße (Aich)
- Kohlerhecke
- Komotauer Straße
- Königsberger Straße
- Krautackerweg, Neubausiedlung (ab 2015 bebaut)
- Kreuzlach

↑ Zurück zum Inhaltsverzeichnis

## L
- Lange Länge, Neubausiedlung (ab den 1990ern bebaut)
- Lerchengasse
- Libellenweg
- Lilienweg (ab 2019 bebaut)
- Lindenstraße

↑ Zurück zum Inhaltsverzeichnis

## M
- Mausendorfer Weg
- Meisenweg
- Missionsstraße, die Gesellschaft für Innere und Äußere Mission im Sinne der lutherischen Kirche hat ihren Sitz an dieser Straße auf einem Grundstück, dass sie 1911 erworben hatte.

↑ Zurück zum Inhaltsverzeichnis

## N
- Narzissenweg (ab 2019 bebaut)
- Nelkenstraße, die St. Franziskus-Kirche ist an dieser Straße gelegen
- Neuwiesenstraße
- Nordstraße, einstmals die nördlichste Straße des Ortes, zugleich Kreisstraße AN 19

↑ Zurück zum Inhaltsverzeichnis

## O
- Oststraße, einstmals die östlichste Straße des Ortes

↑ Zurück zum Inhaltsverzeichnis

## P
- Pavillonplatz, ein Platz in der Langen Länge, ohne eigene Hausnummern
- Petersauracher Straße (Aich), Gemeindeverbindungsstraße nach Petersaurach
- Pfaffenweg (Aich)

↑ Zurück zum Inhaltsverzeichnis

## R
- Rampenstraße, an dieser Straße liegt der Kindergarten „Bunte Oase“. Einzelne Anwesen wurden Ende des 19., Anfang des 20. Jahrhunderts errichtet
- Reuther Straße, bereits im frühen 19. Jahrhundert angelegt, zugleich Kreisstraße AN 19. An dieser Straße liegt der 1966 errichtete Kindergarten „Arche Noah“
- Riegelgasse, Namensgebung aus dem 17. Jahrhundert. Ursprünglich wurde die heutige Bahnhofstraße so bezeichnet.
- Ringstraße
- Rosenstraße, vom 1. August 1933 bis 1945 Hermann-Göring-Straße genannt[4]
- Rottler Gässchen, keine offizielle Straßenbezeichnung, ein Fußweg zwischen Johann-Flierl-Straße und Bahnhofstraße, benannt nach dem Rottler’schen Anwesen (=Bahnhofstraße 10)

↑ Zurück zum Inhaltsverzeichnis

## S
- Schilfweg
- Schlauersbacher Straße, bereits im frühen 19. Jahrhundert angelegt, nunmehr Kreisstraße AN 14, die nach Schlauersbach führt. Erste Anwesen wurden 1938 erbaut.
- Schleifweg
- Schmauserstraße (Gewerbegebiet), benannt nach dem Inhaber eines dort ansässigen Unternehmens
- Schulweg
- Seerosenweg, Neubausiedlung (ab 2015 bebaut)
- Seitenstraße
- Sonnenstraße
- Sternplatz, bereits im frühen 19. Jahrhundert angelegt, ursprünglich Dirschenlache genannt
- Stettiner Straße

↑ Zurück zum Inhaltsverzeichnis

## T
- Tannenstraße
- Tulpenstraße

↑ Zurück zum Inhaltsverzeichnis

## U
- Ulmenweg

↑ Zurück zum Inhaltsverzeichnis

## W
- Waldsteig, im Volksmund auch „Schwesternscheitel“ genannt. An diesem Weg befindet sich der Löhe-Campus.
- Waldstraße, benannt nach der Lage im Wald (die sog. „Muna“). Auf dem ehemaligen Muna-Gelände befindet sich die Augustana-Hochschule und zugleich der Sitz der Deutschen Gesellschaft für Missionswissenschaft.
- Weidenweg
- Weiherdamm
- Weiherstraße
- Weinberg, unmittelbar nördlich von Am Weingarten gelegen
- Wernsbacher Weg, Gemeindeverbindungsstraße nach Wernsbach. Es befindet sich dort die Kläranlage der Gemeinde, eine Abzweigung führt zur Gemeindedeponie
- Weißenbronner Straße (Aich), Gemeindeverbindungsstraße nach Weißenbronn
- Wilhelm-Löhe-Straße, bereits im frühen 19. Jahrhundert angelegt, ursprünglich Anstaltsstraße genannt, ab 1954 nach Wilhelm Löhe (1808–1872) benannt, dem Gründer der Diakonissenanstalt und des Missionswerkes. An dieser Straße befindet sich die Laurentius-Kirche, die Paramentik und der Diakoniefriedhof. – In Fürth gibt es ebenfalls eine Wilhelm-Löhe-Straße.[5]
- Windsbacher Straße, im frühen 16. Jahrhundert angelegt
- Winterseite (Aich)

↑ Zurück zum Inhaltsverzeichnis

## Z
- Ziegelhüttenstraße, benannt nach der dort ehemals ansässigen Dorfziegelei

↑ Zurück zum Inhaltsverzeichnis